# Falsohyllisia
Falsohyllisia is een kevergeslacht uit de familie van de boktorren (Cerambycidae). De wetenschappelijke naam van het geslacht werd voor het eerst geldig gepubliceerd in 1949 door Breuning.

## Soorten
Falsohyllisia omvat de volgende soorten:
- Falsohyllisia debile (Fåhraeus, 1872)
- Falsohyllisia kivuensis (Breuning, 1952)
- Falsohyllisia meridionale (Hunt & Breuning, 1957)